# Xian de Kaijiang
Le xian de Kaijiang (开江县 ; pinyin : Kāijiāng Xiàn) est un district administratif de la province du Sichuan en Chine. Il est placé sous la juridiction de la ville-préfecture de Dazhou.

## Démographie
La population du district était de 531 476 habitants en 1999.